# Józef Toledo Pellicer
José Toledo Pellicer (ur. 15 lipca 1909, zm. 10 sierpnia 1936; hiszp.: José Toledo Pellicer) – hiszpański błogosławiony Kościoła katolickiego.

## Życiorys
Urodził się w bardzo religijnej rodzinie, jego rodzice byli rolnikami. Wstąpił do seminarium w Walencji i w 1934 roku, mając 25 lat otrzymał święcenia kapłańskie. Był także członkiem Akcji Katolickiej. Po wybuchu wojny domowej w Hiszpanii został zamordowany 10 sierpnia 1936 roku, mając 27 lat.
Beatyfikował go w grupie Józef Aparicio Sanz i 232 towarzyszy papież Jan Paweł II w dniu 11 marca 2001 roku.